# Paquimé
Paquimé egy régészeti lelőhely Mexikó északi részén. 1998 óta a világörökség részét képezi. Összesen 36 hektáron terül el, de ennek eddig csak mintegy egyötödét tárták fel.

## Leírás
Paquimé Mexikó északi részén, Chihuahua állam Casas Grandes községében, a Nyugati-Sierra Madre hegység lábánál, a községközpont város délkeleti szélén helyezkedik el a tenger szintje felett körülbelül 1480 méterrel egy sivatagos területen, egy folyó termékenyebb völgyének peremén.
Területét vastag falú agyagházak (összesen legalább 2000 helyiség) labirintusszerűen elhelyezkedő maradványai hálózzák be. Az úgynevezett „Kemencék háza” (Casa de los Hornos) egy két kis terecskéből és kilenc szobából álló együttes részét képezi; feltételezések szerint a benne található kemencékben felmelegített kövek segítségével agávét vagy sotolt főztek. A „Kígyók háza” (Casa de los Serpientes) eredetileg 24 egyszerű és két dupla szobából, három előszobából és három terecskéből állt, később kibővítették, és különféle állatokat tartottak benne. Az „Arapapagájok házának” (Casa de las Guacamayas) padlója alatt 122 madár tetemét találták meg eltemetve. A településen két labdajátékpálya is volt, ebből az egyik eredeti formájában maradt fenn.
Az eddig megtalált mintegy 24 tonnyányi régészeti lelet között előfordultak kagylóból, türkizből, kerámiából, fából, kőből, rézből és tollakból készült tárgyak is, fonott kosarak, színezőanyagok, bőrök, textilek, gabonák, ékszerek, fétistárgyak, munkaeszközök, hangszerek, papagájok és pulykák maradványai, falakra és sziklákra festett „varázsképek” és csontmaradványok is. A terület mellett felépített múzeumban ezeknek csak kis részét mutatják be.
Paquimé ma fontos turisztikai célpont. Hétfő kivételével a hét minden napján 9 és 17 óra között látogatható, vasárnap ingyenes a belépés. A helyszínen parkoló, kávéház, kézművesbolt és mosdók is találhatók, kérhető idegenvezetés is.

## Története
A mezőgazdaságon alapuló, úgynevezett pueblo kultúra a mai Amerikai Egyesült Államok délnyugati részéről az első évezredben lassan, de folyamatosan dél felé terjeszkedett. A 8. századra a mai Új-Mexikó területéről származó mogollóniak egy félig földalatti, ágakkal és sárral fedett házakból álló falut építettek fel itt, amely ebben a formában egészen a 12. század közepéig fejlődött, de ekkor a település szerkezete teljesen megváltozott: a házakat már agyagból, a föld fölé kezdték építeni, tetőszerkezetüket ekkor már gerendák tartották, és akár három emeletnyi magas épületek is előfordulatk köztük. Az itteni kultúrára ekkor már a délebbi, mezoamerikai társadalmak is erős hatással voltak, ezt bizonyítják a labdajátékpályák, a kiépített vízellátó- és vízelvezető-rendszer, a szertartások számára épített dombocskák, a kagylóból és rézből készült műalkotások, valamint olyan speciális épületek, ahol különféle állatokat, például arapapagájokat és teknősöket tartottak.
A város hamarosan virágzó kereskedelmi központtá vált, fénykorát a 14. és 15. századokban élte. Lakossága ekkor a 10 000 főt is elérte (más források szerint csak a 3000-et), ezzel pedig egész Észak-Amerika egyik legnagyobb településének számított. Tenochtitlan spanyol meghódítása után ezen a környéken is az európai gazdasági és társadalmi modell kezdett terjeszkedni, Paquimé azonban nem vált ennek részévé. Az ettől kezdve hanyatló várost a 17. század végén hagyták el utolsó lakói.
Feltárásával 1936 óta foglalkozik az INAH, a mexikói nemzeti embertani és történelmi intézet. Charles Di Peso 1956 és 1962 között a ma feltárt épületek mintegy kétharmad részét ásta ki, a maradványok értékvédelmi programját pedig ezután Eduardo Contreras indította el. A 21. század elején Eduardo Gamboa Carrera irányította a feltárás és kutatás munkálatait.

## Képek

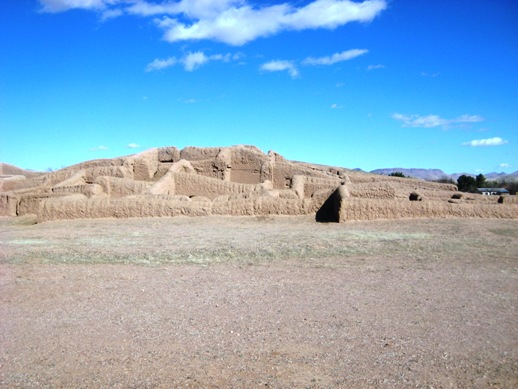
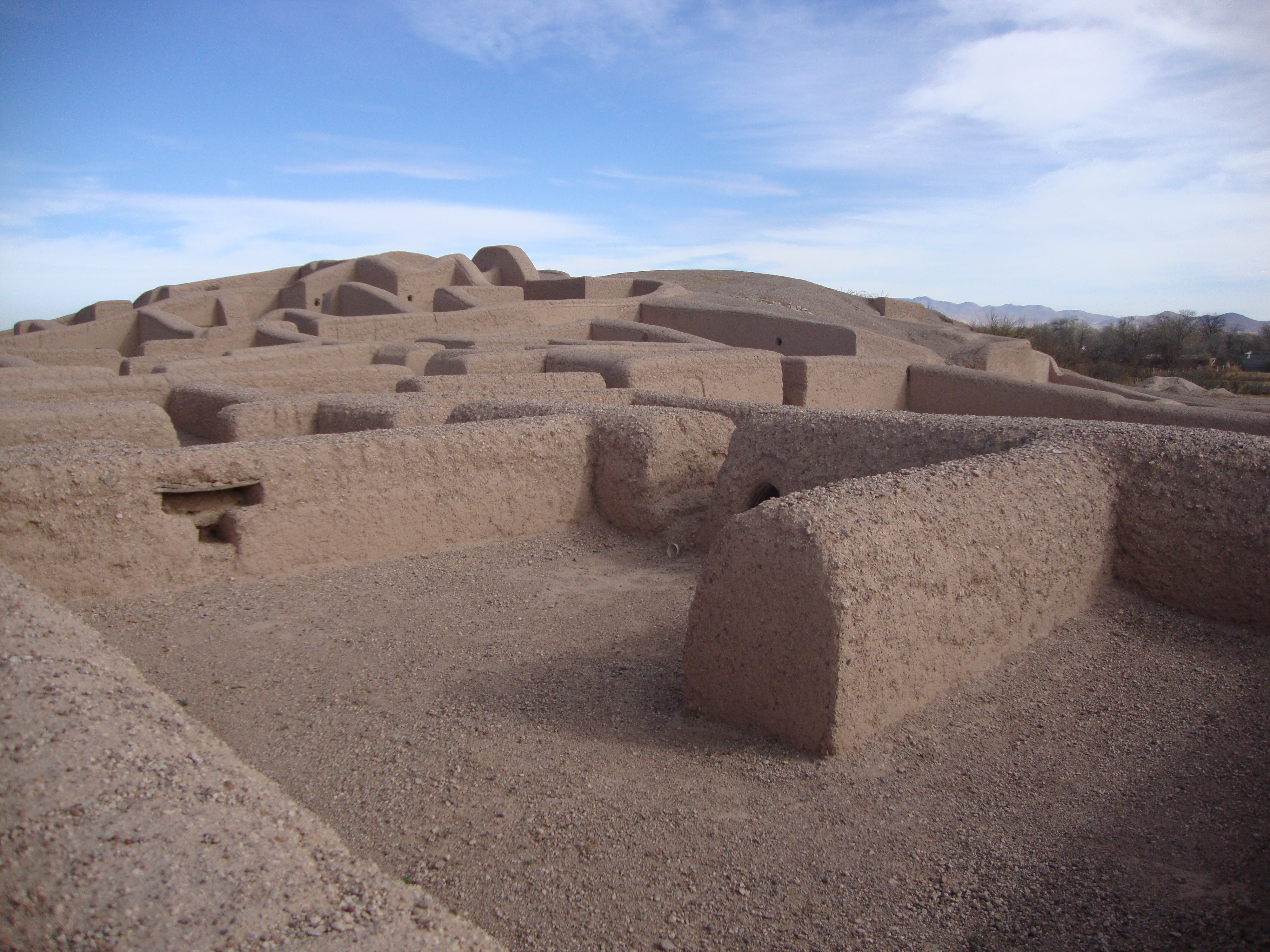
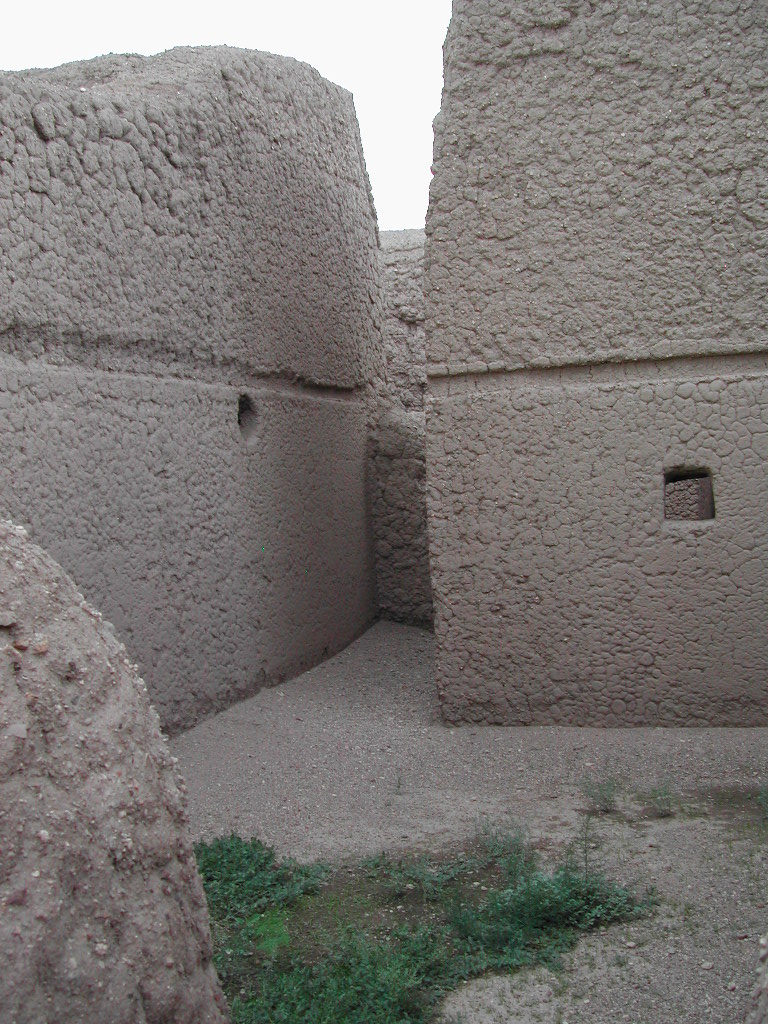
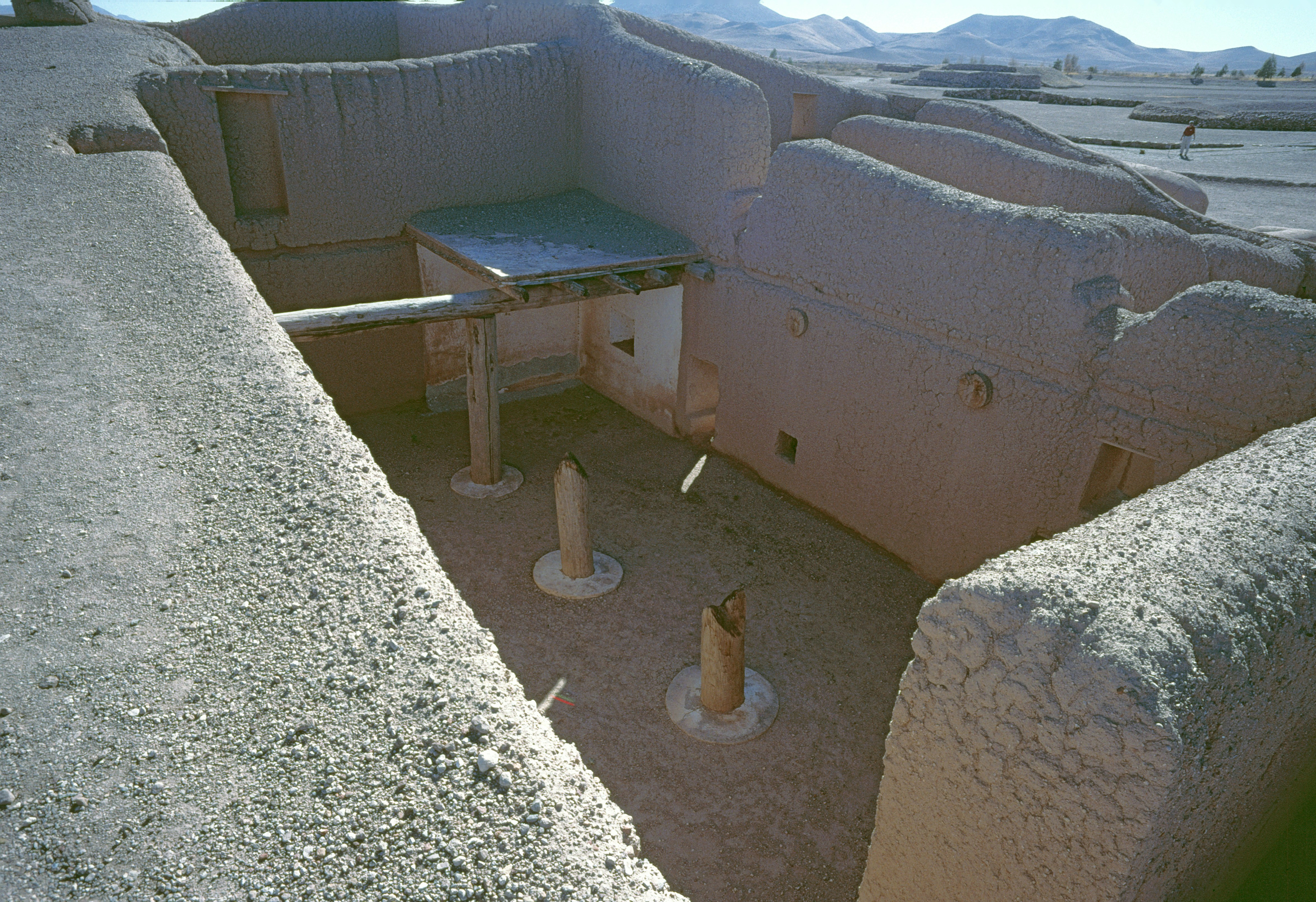
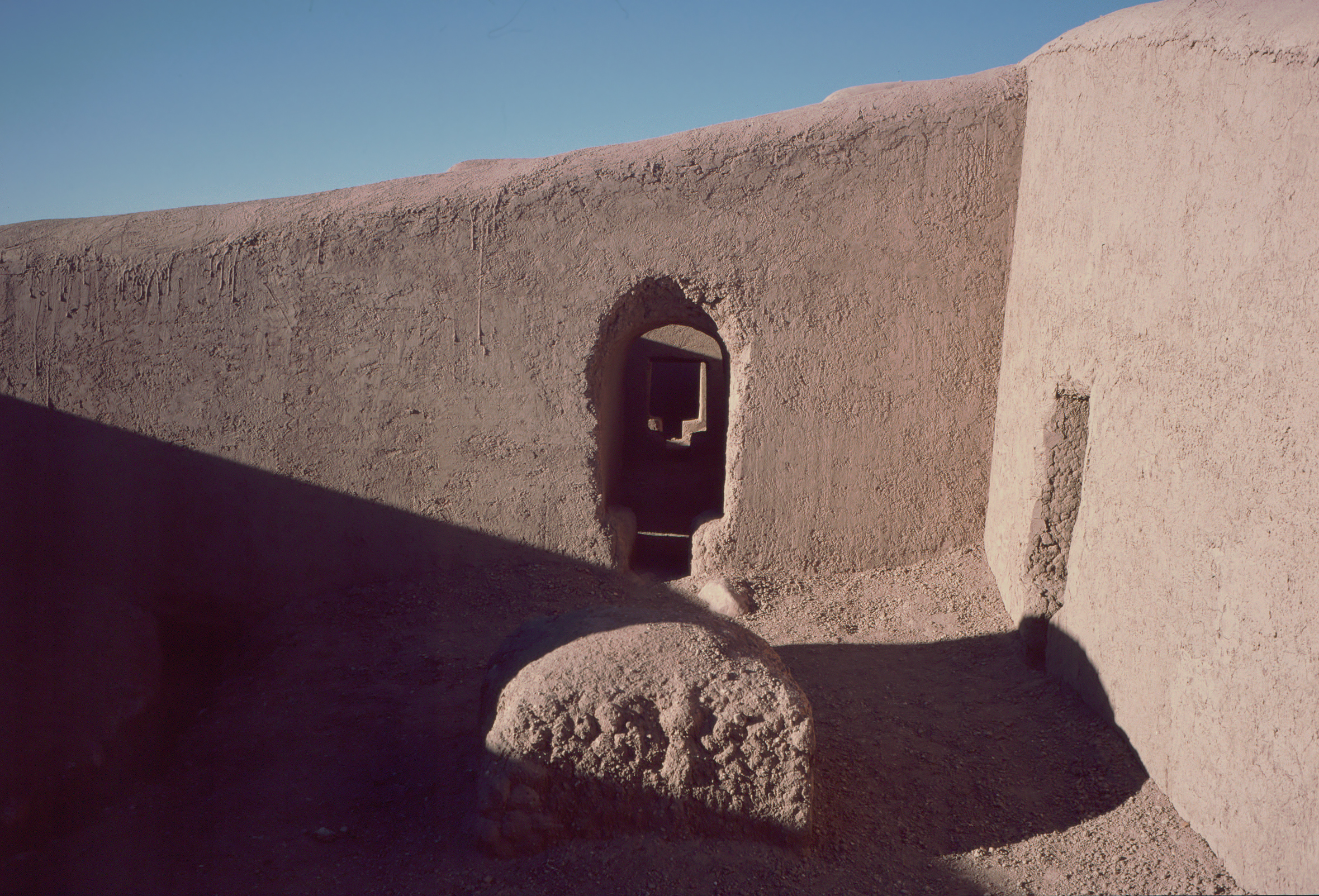